# Palo Pinto
Palo Pinto är administrativ huvudort i Palo Pinto County i Texas. Det ursprungliga ortnamnet var Golconda men namnbytet till Palo Pinto skedde redan år 1858. Enligt 2010 års folkräkning hade Palo Pinto 333 invånare.